# فرودگاه بلا بلا
فرودگاه بلا بلا (به انگلیسی: Bella Bella (Campbell Island) Airport) یک فرودگاه همگانی است که یک باند فرود آسفالت دارد و طول باند آن ۱٬۱۲۷ متر است. این فرودگاه در کشور کانادا قرار دارد و در ارتفاع ۴۳ متری از سطح دریا واقع شده‌است.